# Sherbourne Street
Sherbourne Street är en by i Suffolk, sydöstra England, nära Groton. Den har 9 kulturmärkta byggnader, inklusive Christmas House, Edwardstone House, Edwardstone Lodge, Garden Wall to Sherbourne House, Juglans, Manora, Sherbourne Cottage, Sherbourne House, och Sideways.